# Stanisław Dnistrianski
Stanisław Sewerynowycz Dnistrianski, wzgl. Stanisław Dniestrzański (ukr. Станісла́в Севери́нович Дністря́нський; pol. Stanisław Dniestrzański, ur. 13 listopada 1870 w Tarnopolu, zm. 5 maja 1935 w Użhorodzie) – ukraiński działacz polityczny, prawnik, wykładowca uniwersytecki, profesor Uniwersytetu Lwowskiego.

## Życiorys
Pochodził z rodziny o korzeniach i tradycjach polsko-ukraińskich. Jego ojciec dr. Seweryn Dnistrianski był pierwszym dyrektorem Seminarium Nauczycielskiego w Tarnopolu.
Stanisław ukończył szkołę wzorową i C.K. I Gimnazjum w Tarnopolu, zdając w 1888 egzamin dojrzałości. W latach 1888–1893 studiował prawo na Uniwersytecie Wiedeńskim, uzyskując w październiku 1893 absolutorium. W grudniu 1894 uzyskał stopień doktora praw na uniwersytecie w Wiedniu. W 1895 otrzymał stypendium cesarskie na kształcenie się z prawa prywatnego w uniwersytetach niemieckich. W letnie półrocze 1895 studiował w Berlinie, zaś w półrocze zimowe na uniwersytecie w Lipsku. W 1899 habilitował się na Uniwersytecie Lwowskim z prawa prywatnego dla wykładu w języku ukraińskim. Podstawą habilitacji była praca Das Wesen des Werklieferungsvertrages, (Wien 1898) oceniona bardzo dobrze przez prof. Ernesta Tilla. Od 1898 docent Uniwersytetu Lwowskiego. We wrześniu 1901 Ministerstwo Wyznań i Oświaty w Wiedniu mianowało go profesorem nadzwyczajnym prawa cywilnego z językiem wykładowym ukraińskim na Uniwersytecie Lwowskim. Od 1908 do 1918 profesor zwyczajny Uniwersytetu Lwowskiego. Od 1899 był członkiem Towarzystwa Naukowego im. Szewczenki, przewodniczącym komisji prawniczej Towarzystwa. Założył i redagował czasopisma: „Czasopis pravnycza i ekonomyczna” (1900–1912), „Pravnycza Biblioteka” (1900–1909) i „Pravnyczyj Visnyk” (1906–1913). Był współzałożycielem Towarzystwa Prawników Ukraińskich i organizatorem pierwszego zjazdu prawników ukraińskich we Lwowie.
W latach 1907 i 1911 wybrany na posła do Reichsratu Przedlitawii (parlament austriacki) w Wiedniu jako kandydat Ukraińskiej Partii Narodowo-Demokratycznej, w parlamencie przewodniczył Klubowi Ukraińskiemu.
Od 1914 urlopowany z powodu powołania do armii austro-węgierskiej. W latach 1918–19 członek Ukraińskiej Rady Narodowej – parlamentu Zachodnioukraińskiej Republiki Ludowej. Z pracy w Uniwersytecie Jana Kazimierza został zwolniony w 1919 z powodu zaangażowania w działania polityczne na rzecz Ukrainy. W 1920 napisał projekt konstytucji Zachodnioukraińskiej Republiki Ludowej
Po I wojnie światowej był profesorem Wolnego Uniwersytetu Ukraińskiego  w Wiedniu, od 1921 w Pradze, gdzie w r. 1921/22 był dziekanem Wydziału prawa, a w r. 1922/23 rektorem. Współpracował z  Ukraińską Akademią Gospodarczą w Poděbradach i Ukraińskim Instytutem Naukowym w Berlinie, wykładał na Uniwersytecie Karola. W 1927 wybrany zaocznie na członka Wszechukraińskiej Akademii Nauk (WUAN) w Kijowie. W 1933 po przebyciu dwóch zawałów zrezygnował z działalności społecznej i pracy wykładowcy i przeniósł się do Użhorodu. Zmarł po publicznym wykładzie w konsekwencji ataku serca.
Autor ponad 140 prac naukowych. Część jego dorobku napisana została w języku polskim.

## Publikacje
- Das Wesen des Werklieferungsvertrages, Wien 1898.
- Трілитній часокрес з § 1487 к.ц., 1894.
- Полагода шкоди з огляду економічного і соцялного, в: „Часопись Правнича” 1897.
- O zaręczynach w prawie austriackim, Lwów 1899.
- Das Gewohnheitsrecht und die sozialen Verbände, Wien 1905.
- O przejęciu długu (trzy odczyty), PPiA 1906.
- Projekt ustawy o zniesieniu własnowolności, PPiA 1910, R. XXXV, s. 666–694.
- Awstryjskie prawo obligacyjne, zesz. I–III, Lwów 1904–1909, Nakład Tow. im. Szewczenki.
- Die natürlichen Rechtsgrundsätze, Wien 1911.
- Die Aufträge zugunsten Dritter. Eine zivilistische Untersuchung mit besonderer Berücksichtigung des Österreichern und deutschen bürgerlichen Gesetzbuchs, Leipzig 1904, ss. IX, 350.
- Zur Lehre vom Verlöbnis, Wien 1905, ss. 126.
- Загальна наука права і політики, Прага 1923.
- Kultur, Civilisation und Recht, Wien 1927.
- Соцялні форми права, Praha 1928.
- Zur Geschichte und Theorie des internationalen Privatrechts, Wien und Leipzig 1929, s. 51.
- O istocie prawa gospodarczego, Kraków 1932, ss. 25 – odb. z "Czasopisma Prawniczego i Ekonomicznego", R. XXVII.